# Harry Saputra
Harry Saputra (Indonesia, 12 de junio de 1981) es un exfutbolista de Indonesia que jugaba en la posición de defensa.

## Carrera

### Club
| Periodo   | Club                |
| --------- | ------------------- |
| 1998-1999 | PSB Bogor           |
| 1999-2000 | Persija Jakarta     |
| 2001-2002 | Persib Bandung      |
| 2002-2005 | Persikota Tangerang |
| 2006      | PSIM Yogyakarta     |
| 2007      | Persis Solo         |
| 2008–2009 | Persema Malang      |
| 2009–2010 | PSMS Medan          |
| 2011      | Tangerang Wolves    |
| 2011–2012 | Persibo Bojonegoro  |
| 2012–2014 | Persebaya 1927      |
| 2014–2015 | Martapura FC        |

### Selección nacional
Jugó para Indonesia en 19 ocasiones de 2002 a 2007 y participó en dos ediciones de la Copa Asiática.